# EHF Champions League vrouwen 2012/13
De EHF Champions League vrouwen 2012-13 is de 20ste editie van de EHF Champions League voor vrouwen en het 20ste seizoen onder de auspiciën van de Europese Handbalfederatie. Budućnost Podgorica is de titelhouder. De finale wordt gespeeld op 4-5 mei 2013 en 11-12 mei 2013.

## Kalender
De lotingen worden gehouden in Wenen, Oostenrijk en Herzogenaurach, Duitsland.
| Fase         | Ronde                | Loting           | 1e wedstrijd         | 2e wedstrijd         |
| ------------ | -------------------- | ---------------- | -------------------- | -------------------- |
| Kwalificatie | Kwalificatietoernooi | 3 juli 2012      | 22–23 september 2012 | 22–23 september 2012 |
| Kwalificatie | Wild Card Tournament | 3 juli 2012      | 22–23 september 2012 | 22–23 september 2012 |
| Groepsfase   | Speeldag 1           | 6 juli 2012      | 13–14 oktober 2012   | 13–14 oktober 2012   |
| Groepsfase   | Speeldag 2           | 6 juli 2012      | 20–21 oktober 2012   | 20–21 oktober 2012   |
| Groepsfase   | Speeldag 3           | 6 juli 2012      | 27–28 oktober 2012   | 27–28 oktober 2012   |
| Groepsfase   | Speeldag 4           | 6 juli 2012      | 3–4 november 2012    | 3–4 november 2012    |
| Groepsfase   | Speeldag 5           | 6 juli 2012      | 10–11 november 2012  | 10–11 november 2012  |
| Groepsfase   | Speeldag 6           | 6 juli 2012      | 17–18 november 2012  | 17–18 november 2012  |
| Hoofdronde   | Speeldag 1           | 20 november 2012 | 2–3 februari 2013    | 2–3 februari 2013    |
| Hoofdronde   | Speeldag 2           | 20 november 2012 | 9–10 februari 2013   | 9–10 februari 2013   |
| Hoofdronde   | Speeldag 3           | 20 november 2012 | 16–17 februari 2013  | 16–17 februari 2013  |
| Hoofdronde   | Speeldag 4           | 20 november 2012 | 2–3 maart 2013       | 2–3 maart 2013       |
| Hoofdronde   | Speeldag 5           | 20 november 2012 | 9–10 maart 2013      | 9–10 maart 2013      |
| Hoofdronde   | Speelronde 6         | 20 november 2012 | 16–17 maart 2013     | 16–17 maart 2013     |
| Eindronde    | Halve finales        | —                | 6–7 april 2013       | 13–14 april 2013     |
| Eindronde    | Finale               | 16 april 2013    | 4–5 mei 2013         | 11–12 mei 2013       |

## Teams
| Groepsfase            | Groepsfase            | Groepsfase              | Groepsfase                 |
| --------------------- | --------------------- | ----------------------- | -------------------------- |
| Hypo Niederösterreich | Podravka Koprivnica   | Randers HK              | Thüringer HC               |
| Győri Audi ETO KC     | ŽRK BudućnostTH       | Larvik HK               | CS Oltchim Rm. Vâlcea      |
| Dinamo Volgograd      | RK Krim               | IK Sävehof              | Winnaar Wild Card Toernooi |
| WQT1                  | WQT2                  | WQT3                    | Knock-outwinnaar           |
| Kwalificatietoernooi  |                       |                         |                            |
| Viborg HK             | Buxtehuder SV         | FTC-Rail Cargo Hungaria | ŽRK Metalurg               |
| MizuWaAi/Dalfsen      | Byåsen HE             | Vistal Łączpol Gdynia   | U Jolidon Cluj-Napoca      |
| Rostov-Don            | RK Zaječar            | IUVENTA Michalovce      | Balonmano Bera-Bera        |
| LC Brühl              | Muraptaşa BSK Antalya |                         |                            |
| Wild Card toernooi    |                       |                         |                            |
| Issy-Paris Hand       | Zvezda Zvenigorod     | HC Leipzig              |                            |

TH Title Holder

## Prekwalificatietoernooi
veertien teams werd in drie groepen van 4 geplaatst en 1 groep van 3 .de winnaars van elke groep plaatste zich voor de groepsfase. De wedstrijden werden gespeeld op 22 september 2012 en 23 september 2012. De loting vond plaats op 3 juli 2012 in Wenen, Oostenrijk.. De verliezers van elke groep plaatste zich voor de EHF Cup.

### Kwalificatietoernooi 1
Viborg HK organiseerde het toernooi.
|  | halve finale          | halve finale          |    |                   | finale              | finale |
|  |                       |                       |    |                   |                     |        |
|  | 22 september 2012     |                       |    |                   |                     |        |
|  | Viborg HK             | 30                    |    |                   |                     |        |
|  | LC Brühl              | 14                    |    |                   |                     |        |
|  |                       |                       |    |                   |                     |        |
|  |                       |                       |    |                   | 23 september 2012   |        |
|  |                       |                       |    |                   | Viborg HK           | 26     |
|  |                       | Vistal Łączpol Gdynia | 22 |                   |                     |        |
|  |                       |                       |    |                   |                     |        |
|  |                       |                       |    |                   | derde plaats        |        |
|  | 22 september 2012     | 22 september 2012     |    | 23 september 2012 | 23 september 2012   |        |
|  | Balonmano Bera-Bera   | 22                    |    | LC Brühl          | 23                  |        |
|  | Vistal Łączpol Gdynia | 31                    |    |                   | Balonmano Bera-Bera | 33     |

### Kwalificatietoernooi 2
Byåsen HE organiseerde het toernooi.
|  | halve finale      | halve finale      |    |                   | finale            | finale |
|  |                   |                   |    |                   |                   |        |
|  | 22 september 2012 |                   |    |                   |                   |        |
|  | Byåsen HE         | 29                |    |                   |                   |        |
|  | ŽRK Metalurg      | 19                |    |                   |                   |        |
|  |                   |                   |    |                   |                   |        |
|  |                   |                   |    |                   | 23 september 2012 |        |
|  |                   |                   |    |                   | Byåsen HE         | 26     |
|  |                   | Buxtehuder SV     | 34 |                   |                   |        |
|  |                   |                   |    |                   |                   |        |
|  |                   |                   |    |                   | derde plaats      |        |
|  | 22 september 2012 | 22 september 2012 |    | 23 september 2012 | 23 september 2012 |        |
|  | Buxtehuder SV     | 34                |    | ŽRK Metalurg      | 34                |        |
|  | MizuWaAi/Dalfsen  | 31                |    |                   | MizuWaAi/Dalfsen  | 26     |

### Kwalificatietoernooi 3
U Jolidon Cluj-Napoca organiseerde het toernooi
|  | halve finale      | halve finale      |    |                   | finale            | finale |
|  |                   |                   |    |                   |                   |        |
|  | 22 september 2012 |                   |    |                   |                   |        |
|  | Cluj-Napoca       | 34                |    |                   |                   |        |
|  | BSK Antalya       | 26                |    |                   |                   |        |
|  |                   |                   |    |                   |                   |        |
|  |                   |                   |    |                   | 23 september 2012 |        |
|  |                   |                   |    |                   | Cluj-Napoca       | 23     |
|  |                   | Rostov-Don        | 22 |                   |                   |        |
|  |                   |                   |    |                   |                   |        |
|  |                   |                   |    |                   | derde plaats      |        |
|  | 22 september 2012 | 22 september 2012 |    | 23 september 2012 | 23 september 2012 |        |
|  | Rostov-Don        | 29                |    | BSK Antalya       | 27                |        |
|  | RK Zaječar        | 28                |    |                   | RK Zaječar        | 35     |

### Wild card toernooi
Issy-Paris Hand was de gastheer.
| Pos | Team              | Wed | W | G | V | DV | DT | DS  | Ptn |
| --- | ----------------- | --- | - | - | - | -- | -- | --- | --- |
| 1   | Zvezda Zvenigorod | 2   | 2 | 0 | 0 | 52 | 41 | +11 | 4   |
| 2   | HC Leipzig        | 2   | 1 | 0 | 1 | 42 | 42 | 0   | 2   |
| 3   | Issy-Paris Hand   | 2   | 0 | 0 | 2 | 36 | 47 | −11 | 0   |

## Play-off
IUVENTA Michalovce en FTC-Rail Cargo Hungaria speelde een play-off voor een plaats in de groepsfase
| 19 september 2012 18:00 | IUVENTA Michalovce | 26 – 40 | FTC-Rail Cargo Hungaria | Chemkostav Arena, Chemkostav Arena Toeschouwers: 1,800 Scheidsrechters: Marić, Mašić (SRB) |
| 19 september 2012 18:00 | Tobiášová 6        | (10–15) | Pena, Tomori 6          | Chemkostav Arena, Chemkostav Arena Toeschouwers: 1,800 Scheidsrechters: Marić, Mašić (SRB) |
| 19 september 2012 18:00 | 2× 4×              | Verslag | 3× 1×                   | Chemkostav Arena, Chemkostav Arena Toeschouwers: 1,800 Scheidsrechters: Marić, Mašić (SRB) |

| 22 september 2012 18:00 | FTC-Rail Cargo Hungaria | 31 – 22 | IUVENTA Michalovce | Főtáv FTC Kézilabda Aréna, Boedapest Toeschouwers: 1,000 Scheidsrechters: Delle, Engberg (SWE) |
| 22 september 2012 18:00 | Pena 6                  | (16–8)  | Wollingerová 5     | Főtáv FTC Kézilabda Aréna, Boedapest Toeschouwers: 1,000 Scheidsrechters: Delle, Engberg (SWE) |
| 22 september 2012 18:00 | 3×                      | Verslag | 3× 1×              | Főtáv FTC Kézilabda Aréna, Boedapest Toeschouwers: 1,000 Scheidsrechters: Delle, Engberg (SWE) |

FTC-Rail Cargo Hungaria wins 71–48 on aggregate.

## Groepsfase
Zestien teams werden in vier groepen van 4 geplaatst. De nummers 1 en 2 van elke groep plaatsten zich voor hoofdronde. De loting vond plaats op 6 juli 2012 in Wenen.

#### Groep A
| Pos | Team                  | Wed | W | G | V | DV  | DT  | DS  | Ptn |
| --- | --------------------- | --- | - | - | - | --- | --- | --- | --- |
| 1   | CS Oltchim Rm. Vâlcea | 6   | 6 | 0 | 0 | 170 | 129 | +41 | 12  |
| 2   | Randers HK            | 6   | 3 | 0 | 3 | 166 | 156 | +10 | 6   |
| 3   | Hypo Niederösterreich | 6   | 3 | 0 | 3 | 156 | 153 | +3  | 6   |
| 4   | Buxtehuder SV         | 6   | 0 | 0 | 6 | 134 | 188 | −54 | 0   |

#### Groep B
| Pos | Team                | Wed | W | G | V | DV  | DT  | DS  | Ptn |
| --- | ------------------- | --- | - | - | - | --- | --- | --- | --- |
| 1   | Győri Audi ETO KC   | 6   | 6 | 0 | 0 | 180 | 134 | +46 | 12  |
| 2   | RK Krim             | 6   | 3 | 0 | 3 | 151 | 157 | −6  | 6   |
| 3   | Podravka Koprivnica | 6   | 3 | 0 | 3 | 136 | 143 | −7  | 6   |
| 4   | Universitatea Cluj  | 6   | 0 | 0 | 6 | 141 | 174 | −33 | 0   |

#### Groep C
| Pos | Team             | Wed | W | G | V | DV  | DT  | DS  | Ptn |
| --- | ---------------- | --- | - | - | - | --- | --- | --- | --- |
| 1   | Larvik HK        | 6   | 5 | 0 | 1 | 197 | 156 | +41 | 10  |
| 2   | Ferencváros      | 6   | 5 | 0 | 1 | 183 | 163 | +20 | 10  |
| 3   | Dinamo Volgograd | 6   | 1 | 0 | 5 | 157 | 200 | −43 | 2   |
| 4   | IK Sävehof       | 6   | 1 | 0 | 5 | 174 | 192 | −18 | 2   |

#### Groep D
| Pos | Team              | Wed | W | G | V | DV  | DT  | DS  | Ptn |
| --- | ----------------- | --- | - | - | - | --- | --- | --- | --- |
| 1   | Zvezda Zvenigorod | 6   | 5 | 0 | 1 | 154 | 142 | +12 | 10  |
| 2   | ŽRK Budućnost     | 6   | 4 | 0 | 2 | 149 | 134 | +15 | 8   |
| 3   | Thüringer HC      | 6   | 3 | 0 | 3 | 146 | 153 | −7  | 6   |
| 4   | Viborg HK         | 6   | 0 | 0 | 6 | 143 | 163 | −20 | 0   |

## Hoofdronde
De acht gekwalificeerde teams van de groepsfase werden in twee groepen van 4 teams geloot.Elke groep bestaat uit 2 groepswinnaars en 2 nrs twee van de groepsfase.De teams die elkaar troffen in de Groepsfase kunnen elkaar niet ontmoeten in deze ronde. De nummers 1 en 2 van beide groepen gaan door naar de Halve finales. De loting voor deze ronde vond plaats in Wenen, Oostenrijk op 20 november 2012.

#### Groep 1
| Pos | Team              | Wed | W | G | V | DV  | DT  | DS  | Ptn |
| --- | ----------------- | --- | - | - | - | --- | --- | --- | --- |
| 1   | Győri Audi ETO KC | 6   | 6 | 0 | 0 | 160 | 122 | +38 | 12  |
| 2   | Larvik HK         | 6   | 4 | 0 | 2 | 146 | 133 | +13 | 8   |
| 3   | ŽRK Budućnost     | 6   | 1 | 1 | 4 | 116 | 139 | −23 | 3   |
| 4   | Randers HK        | 6   | 0 | 1 | 5 | 129 | 157 | −28 | 1   |

#### Groep 2
| Pos | Team                    | Wed | W | G | V | DV  | DT  | DS  | Ptn |
| --- | ----------------------- | --- | - | - | - | --- | --- | --- | --- |
| 1   | RK Krim                 | 6   | 4 | 0 | 2 | 161 | 149 | +12 | 8   |
| 2   | CS Oltchim Rm. Vâlcea   | 6   | 4 | 0 | 2 | 154 | 142 | +12 | 8   |
| 3   | FTC-Rail Cargo Hungaria | 6   | 3 | 0 | 3 | 163 | 173 | −10 | 6   |
| 4   | Zvezda Zvenigorod       | 6   | 1 | 0 | 5 | 159 | 173 | −14 | 2   |

## Knock-outfase

### Halve finales
| Team 1                    | Tot.  | Team 2            | 1e wedstr. | 2e wedstr. |
| ------------------------- | ----- | ----------------- | ---------- | ---------- |
| CS Oltchim Râmnicu Vâlcea | 47-48 | Győri Audi ETO KC | 22-24      | 25-24      |
| Larvik HK                 | 49-43 | RK Krim           | 22-24      | 27-19      |

### Finale
| Team 1    | Tot.  | Team 2            | 1e wedstr. | 2e wedstr. |
| --------- | ----- | ----------------- | ---------- | ---------- |
| Larvik HK | 43-47 | Győri Audi ETO KC | 21-24      | 22-23      |